# Distrito de Shahrinov
Shahrinov (en tayiko: Ноҳияи Шаҳринав) es un distrito de Tayikistán, en la Región bajo subordinación republicana . 
El centro administrativo es la ciudad de Shahrinov.

## Otros datos
El código ISO es TJ.RR.SH, el código postal 737450 y el prefijo telefónico +992 3155.